# Iris nicolai
Iris nicolai là một loài thực vật có hoa trong họ Diên vĩ. Loài này được (Vved.) Vved. miêu tả khoa học đầu tiên năm 1935.